# Krištof Ziegelfest
Krištof Ziegelfest, slovenski jezuit, pedagog in ekonomist, * 1563, Kočevje, † 4. julij 1640, Ljubljana.
Bil je rektor Jezuitskega kolegija v Ljubljani med majem 1602 in 1. januarjem 1603.